# Kalush
Kalush, ook bekend onder de naam Kalush Orchestra, is een Oekraïense rapgroep die in 2019 werd opgericht. De groep bestaat uit oprichter en rapper Oleh Psiuk (ook wel gespeld als Psyuk), multi-instrumentalist Igor Didenchuk (ook wel gespeld als Didentsjoek) en dj MC Kilimmen. Didenchuk is tevens lid van electro-folkband Go_A, die meedeed aan het Eurovisiesongfestival 2021. Kalush won voor Oekraïne het Eurovisiesongfestival 2022 met het nummer Stefania.

## Biografie
Kalush werd opgericht in 2019 en vernoemd naar de geboorteplaats van Psiuk, te weten Kaloesj (Калуш) in de oblast Ivano-Frankivsk. De eerste muziekvideo van de band, voor het nummer Ne marynui (Не маринуй), kwam uit op 17 oktober 2019. De regisseur van de clip, Delta Arthur, regisseerde eerder al vele muziekvideo's van de Oekraïense rapper Alyona Alyona. De video is opgenomen in Kaloesj.
Na de release van hun tweede muziekvideo Ty honysh (Ти гониш) in november 2019 tekende Kalush een platencontract bij het Amerikaanse hiphoplabel Def Jam Recordings. Op 19 februari 2021 verscheen het debuutalbum Hotin, op 21 juli 2021 de opvolger Yo-yo (Йо-йо). De laatstgenoemde plaat maakte de band met rapper Skofka.
In 2021 kondigde de band de lancering van een parallel project aan, Kalush Orchestra geheten. Hiermee richt de band zich niet alleen op rap, maar op een mix van rap met volksmotieven en Oekraïense traditionele muziek. De kernleden van Kalush worden voor dit project vergezeld door multi-instrumentalisten Tymofii Muzychuk en Vitalii Duzhyk.

### Eurovisiesongfestival
Op 12 februari 2022 nam Kalush Orchestra deel aan de Oekraïense voorronde voor het Eurovisiesongfestival. Dit deden ze met het nummer Stefania. Ze eindigden op de tweede plaats, na rapper Alina Pasj. Nadat er controverse ontstond omtrent Pasj' bezoek aan de Krim, was zij genoodzaakt zich terug te trekken. Hierdoor mocht Kalush Orchestra alsnog meedoen aan het Eurovisiesongfestival in Turijn, Italië.
Na het begin van de Russische invasie van Oekraïne kreeg de deelname van de groep veel internationale aandacht en steeg zij in de peilingen naar de eerste plaats. Verwacht werd dat Europa als steunbetuiging massaal op de Oekraïense inzending zou stemmen. Hoewel het vanwege de oorlog enige tijd onzeker was of de leden van Kalush Orchestra hun land konden verlaten, reisden zij uiteindelijk toch af naar het songfestival in Italië, voorafgegaan door een aantal promotieoptredens in andere landen. Op 14 mei 2022 won de groep het Eurovisiesongfestival met overmacht: Stefania ontving 192 punten van de vakjury's en bij de televoting gaven 28 van de 39 landen hun maximale 12 punten aan Oekraïne. Het was de derde keer dat Oekraïne het Eurovisiesongfestival won.
Eind mei 2022 werd bekendgemaakt dat Kalush hun trofee, een glazen microfoon, had verkocht voor 900.000 dollar (ruim 838.000 euro) en dat de opbrengst naar het Oekraïense leger ging.

## Discografie

### Albums
- 2021: Hotin
- 2021: Yo-yo (Йо-йо)

### Singles
| Single met eventuele hitnotering(en) in de Nederlandse Top 40 | Datum van verschijnen | Datum van binnenkomst | Hoogste positie | Aantal weken | Opmerkingen                                                      |
| ------------------------------------------------------------- | --------------------- | --------------------- | --------------- | ------------ | ---------------------------------------------------------------- |
| Stefania                                                      | 2022                  | 20-5-2022             | 38              | 2            | Nr. 36 in de Single Top 100 / Winnaar Eurovisiesongfestival 2022 |

| Single met hitnotering(en) in de Vlaamse Ultratop 50 | Datum van verschijnen | Datum van binnenkomst | Hoogste positie | Aantal weken | Opmerkingen |
| ---------------------------------------------------- | --------------------- | --------------------- | --------------- | ------------ | ----------- |
| Stefania                                             | 2022                  | 20-5-2022             | 24              | 2            |             |

2003: Oleksandr Ponomarjov · 
2004: Ruslana · 
2005: GreenJolly · 
2006: Tina Karol · 
2007: Vjerka Serdjoetsjka · 
2008: Ani Lorak · 
2009: Svitlana Loboda · 
2010: Alyosha · 
2011: Mika Newton · 
2012: Gaitana · 
2013: Zlata Ohnevytsj · 
2014: Maria Jaremtsjoek · 
2016: Jamala · 
2017: O.Torvald · 
2018: Mélovin · 
2021: Go_A · 
2022: Kalush Orchestra · 
2023: Tvorchi · 
2024: Alyona Alyona & Jerry Heil · 
2025: Ziferblat
1956: Lys Assia · 
1957: Corry Brokken · 
1958: André Claveau · 
1959: Teddy Scholten · 
1960: Jacqueline Boyer · 
1961: Jean-Claude Pascal · 
1962: Isabelle Aubret · 
1963: Grethe & Jørgen Ingmann · 
1964: Gigliola Cinquetti · 
1965: France Gall · 
1966: Udo Jürgens · 
1967: Sandie Shaw · 
1968: Massiel · 
1969: Frida Boccara, Lenny Kuhr, Salomé, Lulu · 
1970: Dana · 
1971: Séverine · 
1972: Vicky Leandros · 
1973: Anne-Marie David · 
1974: ABBA · 
1975: Teach-In · 
1976: Brotherhood of Man · 
1977: Marie Myriam · 
1978: Izhar Cohen & The Alphabeta · 
1979: Gali Atari & Milk & Honey · 
1980: Johnny Logan · 
1981: Bucks Fizz · 
1982: Nicole · 
1983: Corinne Hermès · 
1984: Herreys · 
1985: Bobbysocks · 
1986: Sandra Kim · 
1987: Johnny Logan · 
1988: Céline Dion · 
1989: Riva · 
1990: Toto Cutugno · 
1991: Carola Häggkvist · 
1992: Linda Martin · 
1993: Niamh Kavanagh · 
1994: Paul Harrington & Charlie McGettigan · 
1995: Secret Garden · 
1996: Eimear Quinn · 
1997: Katrina & the Waves · 
1998: Dana International · 
1999: Charlotte Nilsson · 
2000: Olsen Brothers · 
2001: Tanel Padar, Dave Benton & 2XL · 
2002: Marie N · 
2003: Sertab Erener · 
2004: Ruslana · 
2005: Elena Paparizou · 
2006: Lordi · 
2007: Marija Šerifović · 
2008: Dima Bilan · 
2009: Alexander Rybak · 
2010: Lena Meyer-Landrut · 
2011: Ell & Nikki · 
2012: Loreen · 
2013: Emmelie de Forest · 
2014: Conchita Wurst · 
2015: Måns Zelmerlöw · 
2016: Jamala · 
2017: Salvador Sobral · 
2018: Netta Barzilai ·
2019: Duncan Laurence ·
2021: Måneskin ·
2022: Kalush Orchestra ·
2023: Loreen ·
2024: Nemo